# Blue Jean
Blue Jean és una pel·lícula dramàtica britànica del 2022 escrita i dirigida per Georgia Oakley, en el seu debut com a directora. És protagonitzada per Rosy McEwen, Kerrie Hayes i Lucy Halliday. S'ha doblat i subtitulat al català.
El film es va estrenar el 3 de setembre de 2022 a la secció Venice Days de la 79a edició del Festival de Cinema de Venècia. Es va estrenar als cinemes del Regne Unit el 10 de febrer de 2023 a càrrec d'Altitude Films.